# Herrängens gård
Herrängens gård är en gård vid Segeltorpsvägen 49-51 i stadsdelen Herrängen, Stockholms kommun. Gården har sina anor från 1600-talet och utgjorde då ett torp, Isbergatorpet, under Långbro gård. Gården är belägen längs Långsjöns norra sida. Herrängens gård har givit namn åt stadsdelen Herrängen. Fastigheten ägs och förvaltas av AB Stadsholmen och är blåmärkt av Stadsmuseet i Stockholm vilket innebär "att bebyggelsen bedöms ha synnerligen höga kulturhistoriska värden".

## Panorama

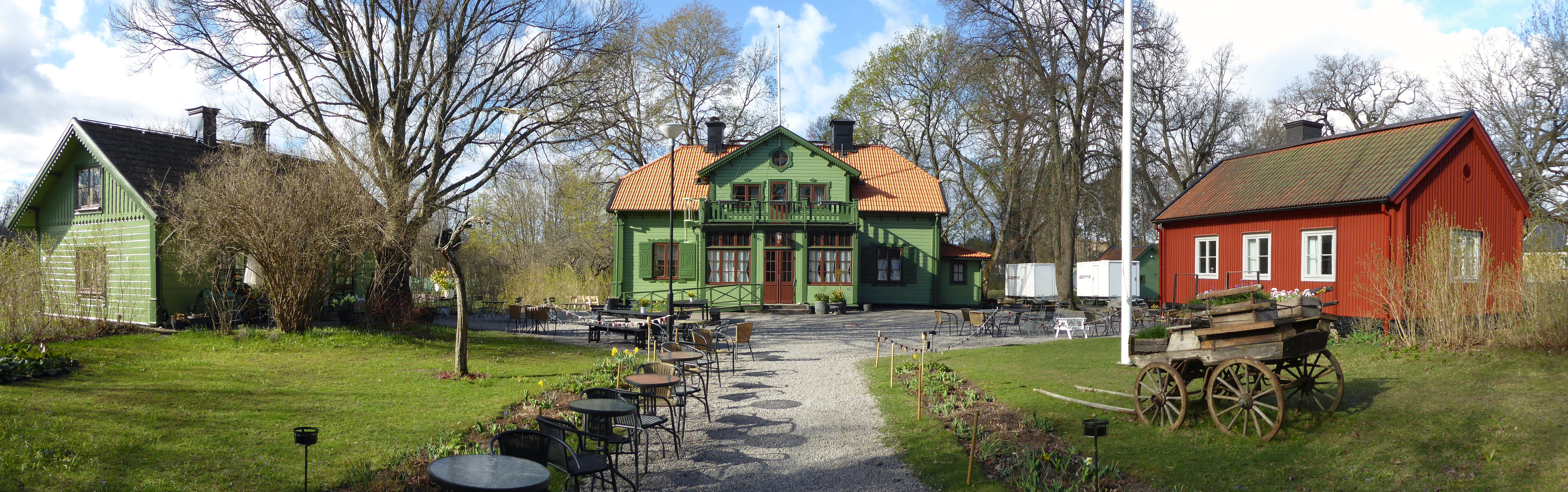
Herrängens gård, manbyggnaden och flyglarna mot Segeltorpsvägen efter renoveringen i april 2015.

## Historik

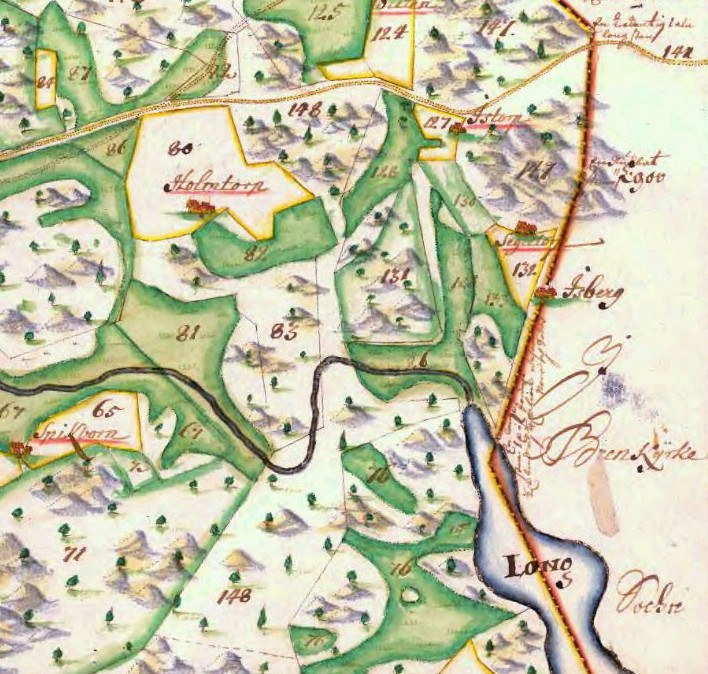
Torpet Isberg, 1703.

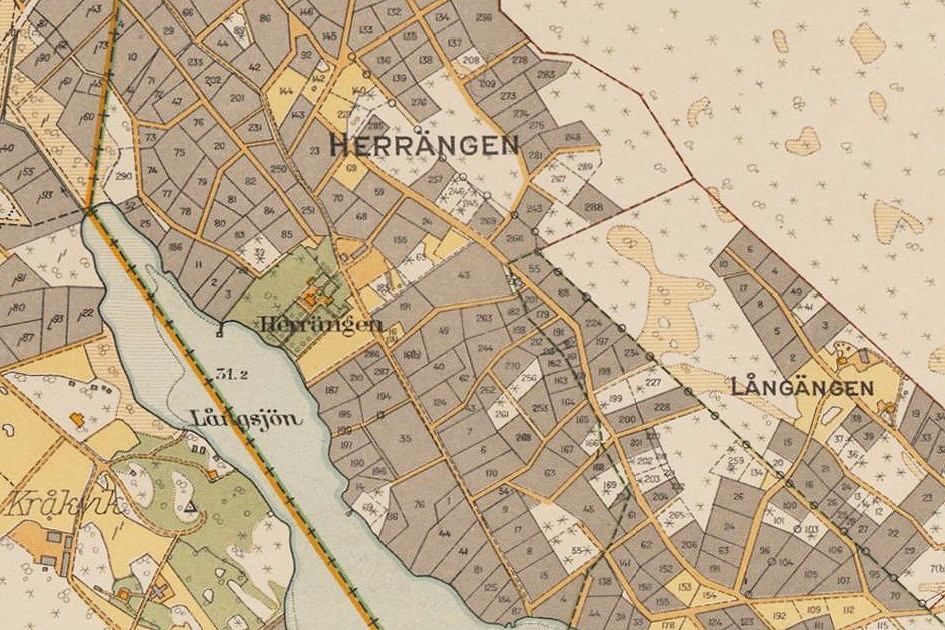
Omgivningen på 1930-talet.

Herrängen har sina anor i torpet Isberga, (Jsberga 1612, Issbergatorppet 1687) som låg lite länge norrut än dages gårdsbyggnad (se även Istorp (Segeltorp)). I jordeböckerna från 1787 respektive 1825 förekommer de alternativa namnen Isberga och Herrängen medan 1871 års jordbok endast nämner Herrängen. 
År 1747 blev dåvarande torpare tvungen att lämna torpet då rådmannen Gustaf Johan Ruth tillträdde som perpetuell (ständig, evig) arrendator. Denne ändrade namnet till Herrängen och byggde ny manbyggnad på den äng som dittills burit det namnet, torpet revs. Herrängen blev genom detta därefter sommarnöje åt flera välbeställda personer, i regel borgare från Stockholm, dock fortfarande under perpetuellt arrende.
År 1788 blev dock troligtvis lägenheten permanent avsöndrad från Långbro gård genom köp av tullöverdirektör Mårten Tawelin. Ett datum "1788" på fasaden mot Långsjön påminner om det. Köpet omfattade ängsmarken Herrängen samt en del av Långbro skog. Släktingar ärvde gården och sålde den 1865 till Ferdinand Teodor Schlyter som avled 1892. Dennes arvingarna sålde gården till Ludvig Åsbrink som i sin tur sålde den till grosshandlaren Johan Edvard Lignell år 1901. Lignell, vilken initierade tomtförsäljningarna på Örby slotts ägor, började nu avstycka tomter även från Herrängen. 
Efter Lignells död 1908 bildade arvingarna år 1909 "AB Billiga Tomter" som fortsatte tomtförsäljningen. År 1930 förvärvade Stockholms stad återstående delar av egendomen, själva gårdstomten exkluderad. År 1948 köps också denna av staden.

## Byggnaderna

Interiörbilder
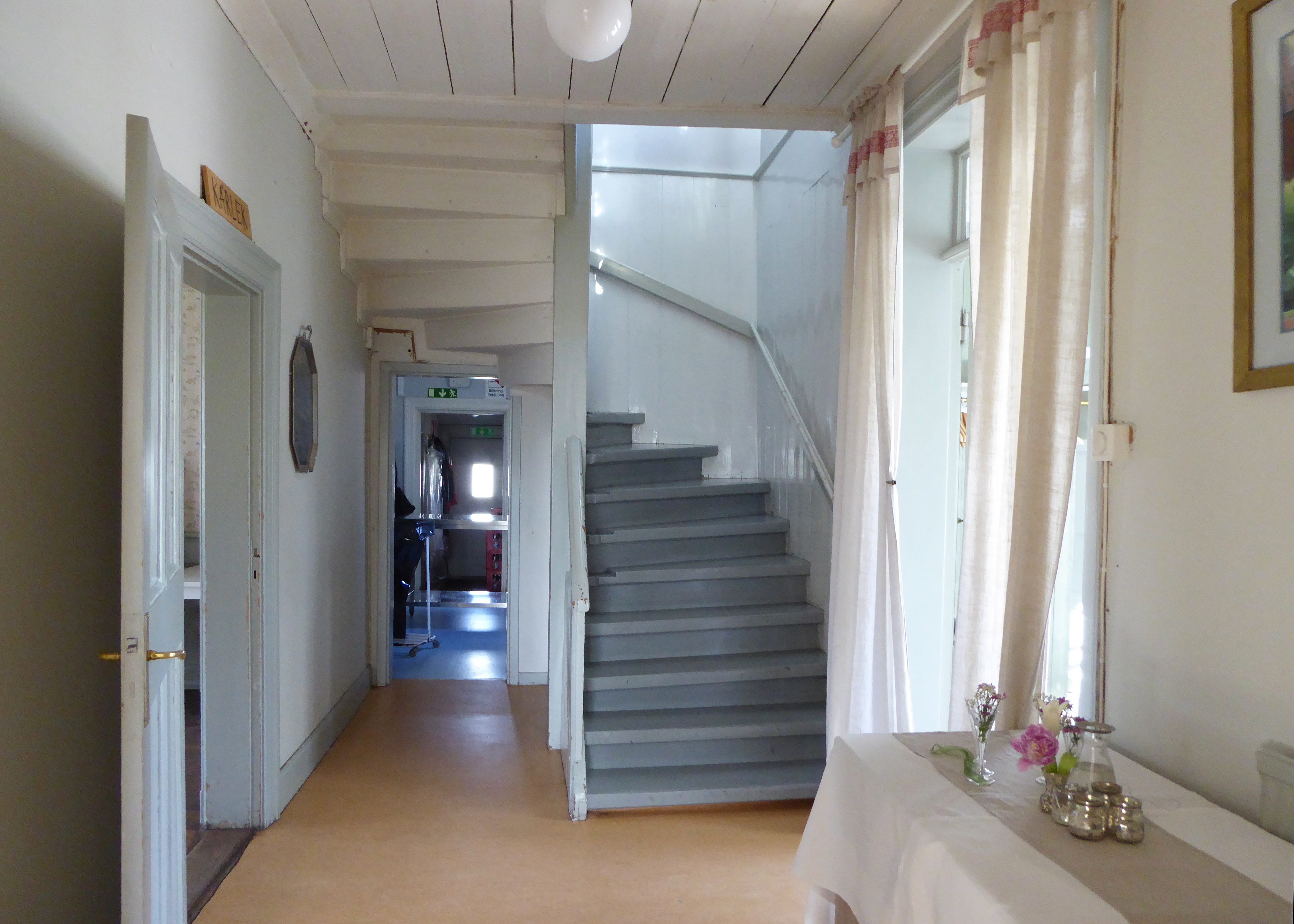
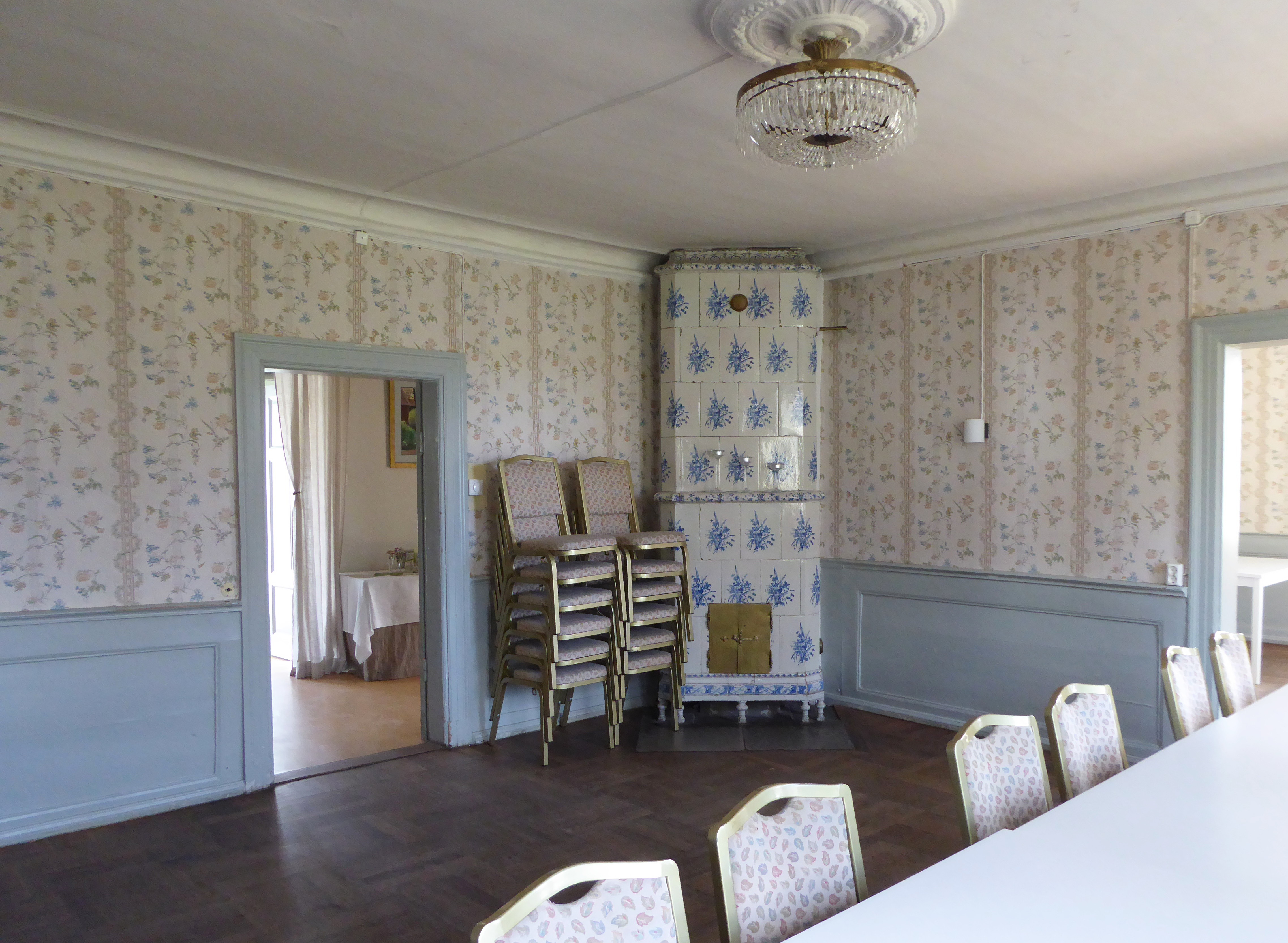
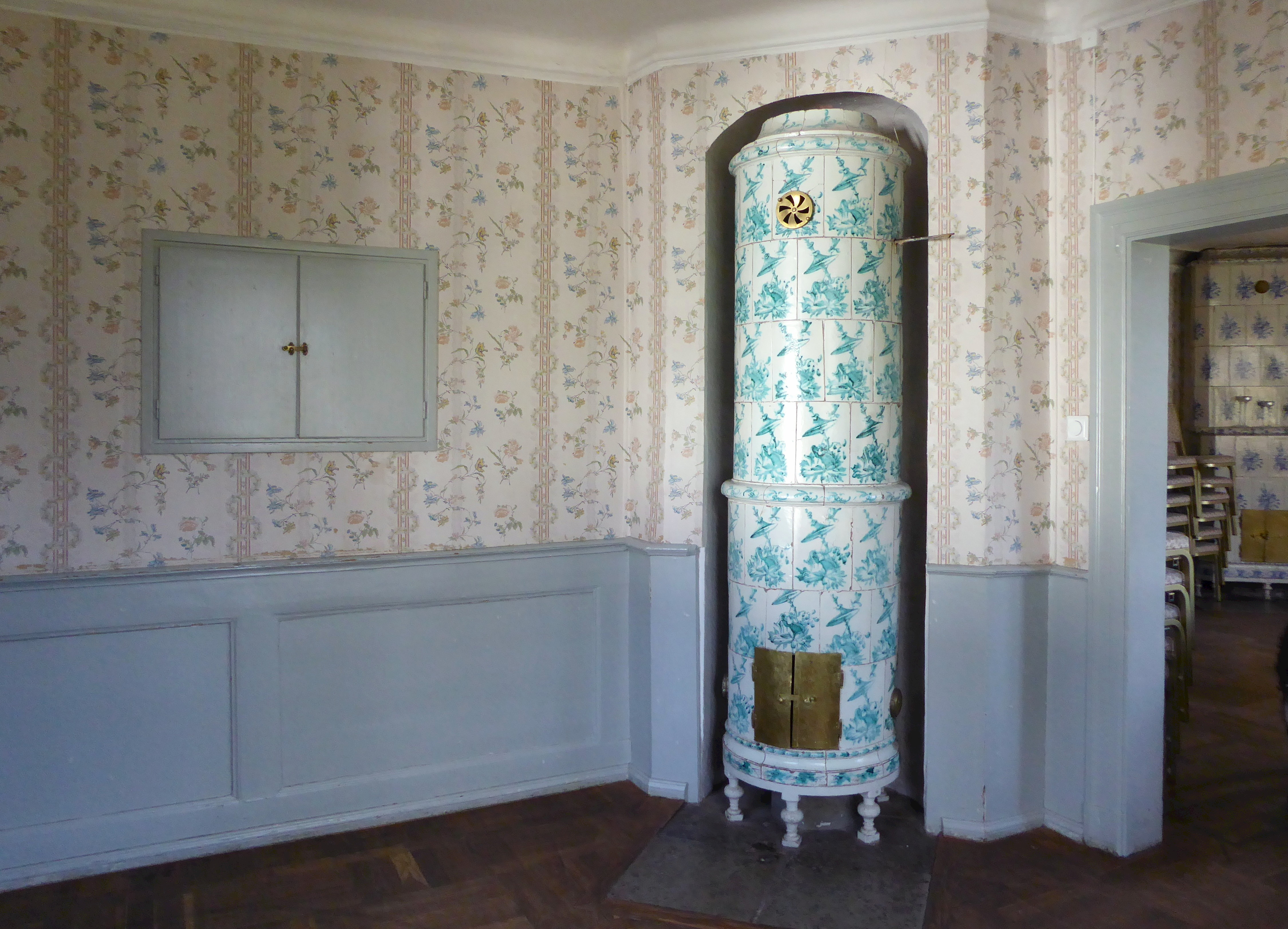
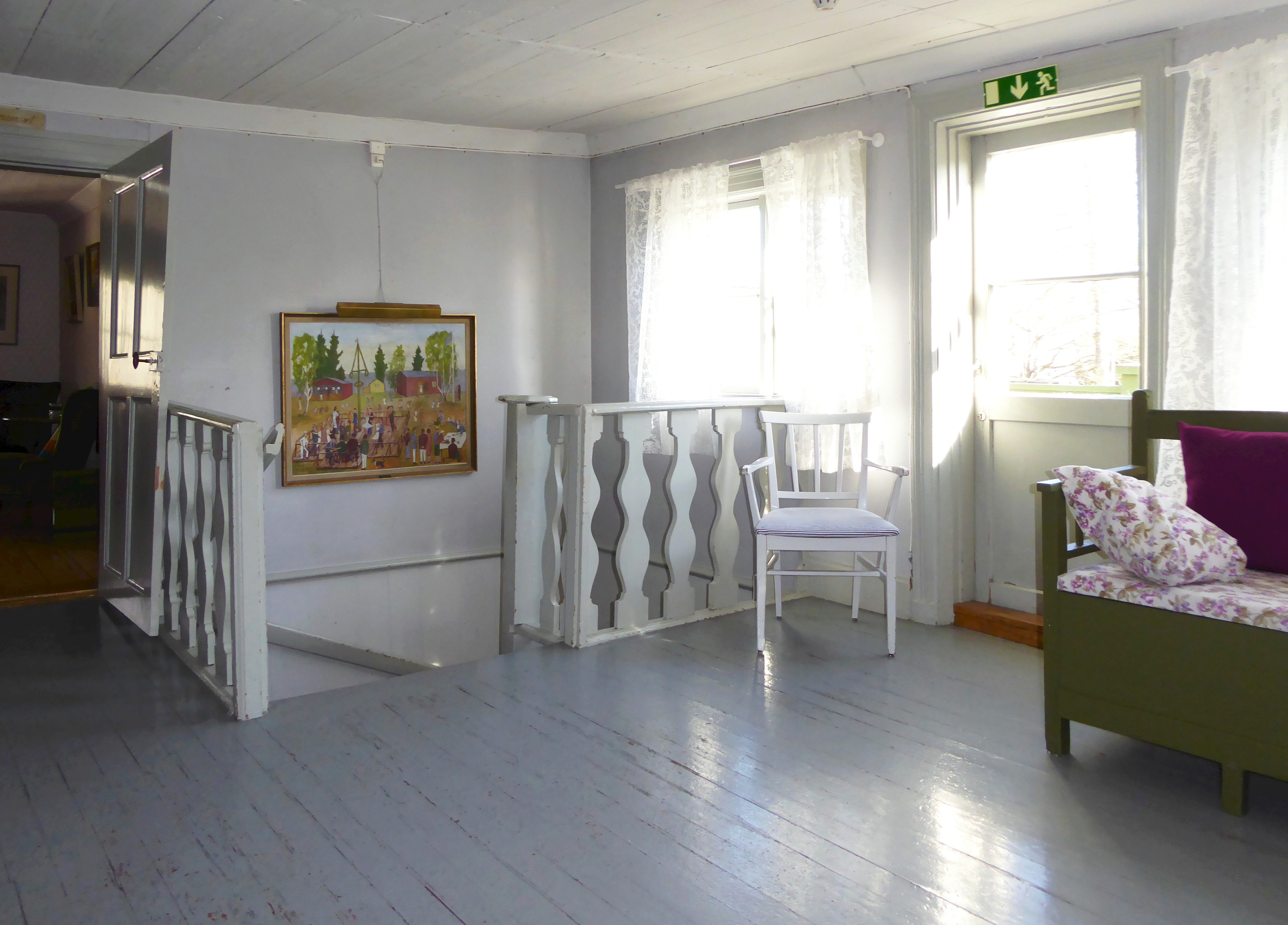

Anläggningen består av huvudbyggnad samt två flygelbyggnader. Huvudbyggnaden skall först ha varit ett envåningshus men under senare delen av 1700-talet påbyggts med en övervåning. Huvudbyggnaden innehåller kakelugnar från 1700-talet. Vid renovering år 1958 fann man dolda ursprungstapeter. Mönstret nytrycktes under namnet Herrängstapeten och pryder nu stora salen i bottenvåningen. 
Vid slutet av 1800-talet kläddes husets fasader med liggande panel och målades med grön oljefärg i två nyanser samt smyckades med diverse lövsågerier vilket motsvarande tidens smak. Ungefär vid samma tid tillkom troligen även glasverandan och balkongen på husets östra långsida. 
Den södra flygeln är ursprunglig och har samma rika fasadutsmyckningar som huvudbyggnaden. Den norra flygeln brann ner på 1960-talet och ersattes då av en byggnad med samma proportioner dock enklare fasader i rödmålad locklistpanel. På vintern och våren 2015 utfördes en omfattande yttre renovering av alla tre byggnader där den ursprungliga färgsättningen framtogs i samarbete med Stockholms stadsmuseum.

Exteriörbilder
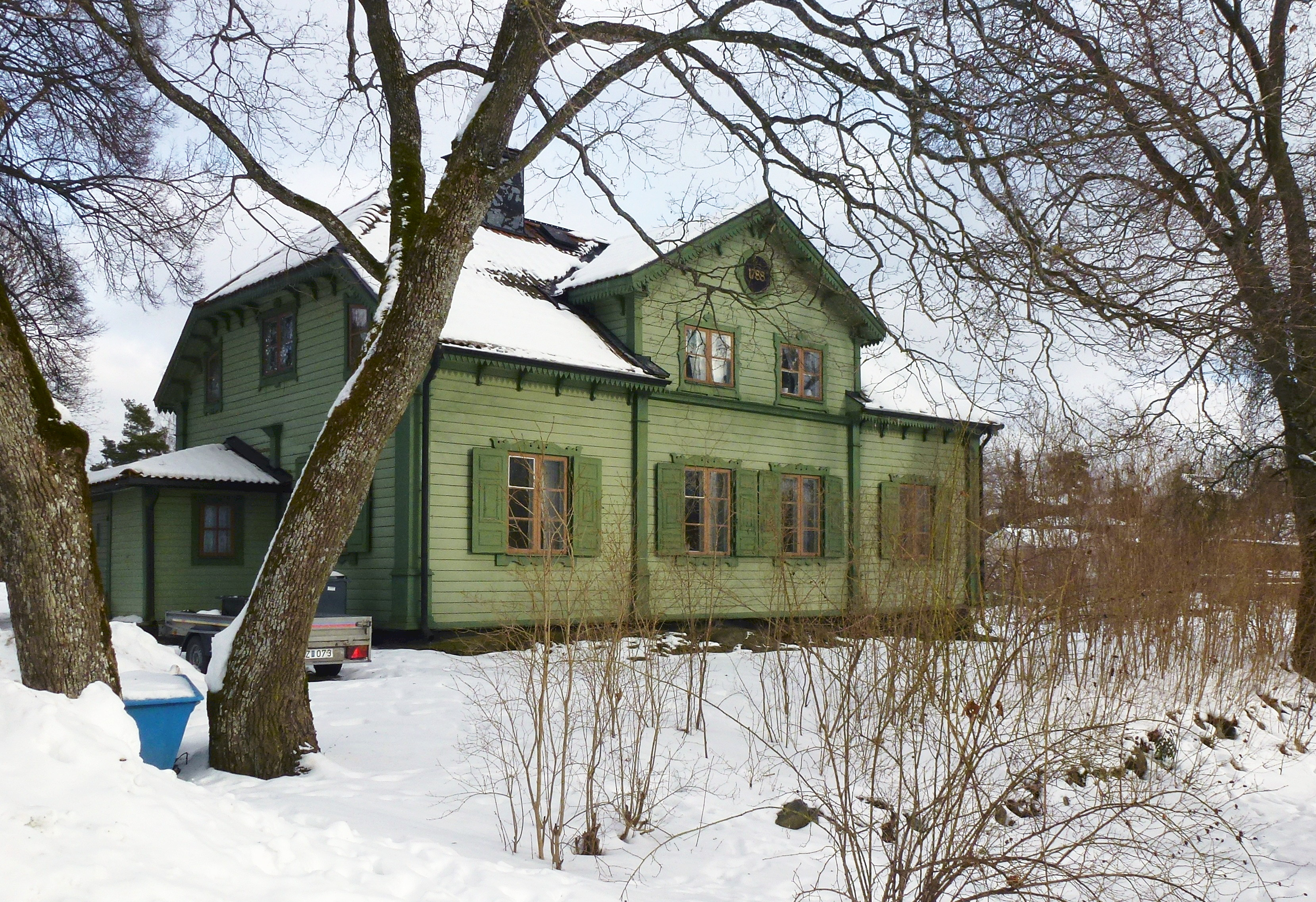
På vintern 2013
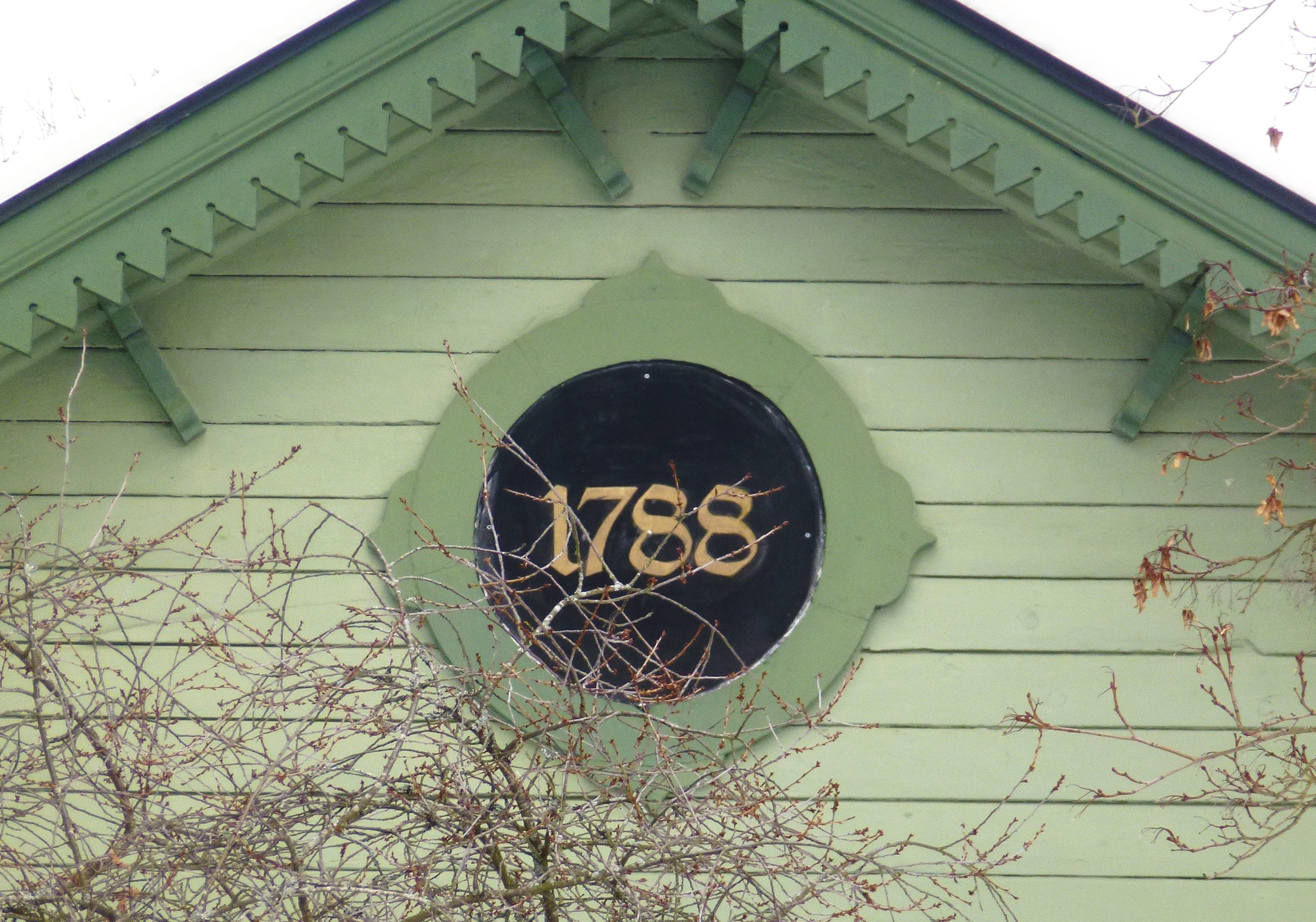
Gavelspets mot väst
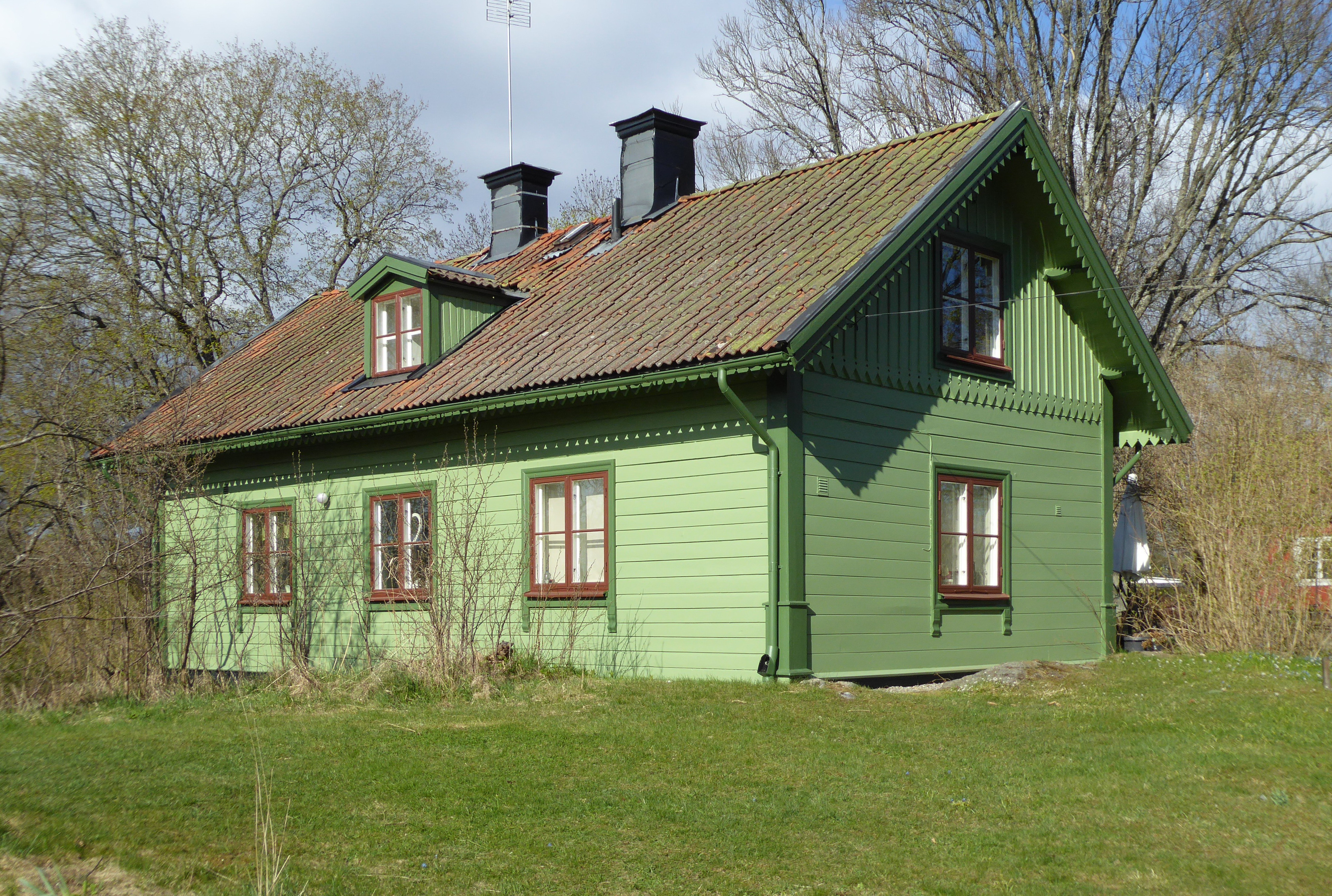
Södra flygeln 2015
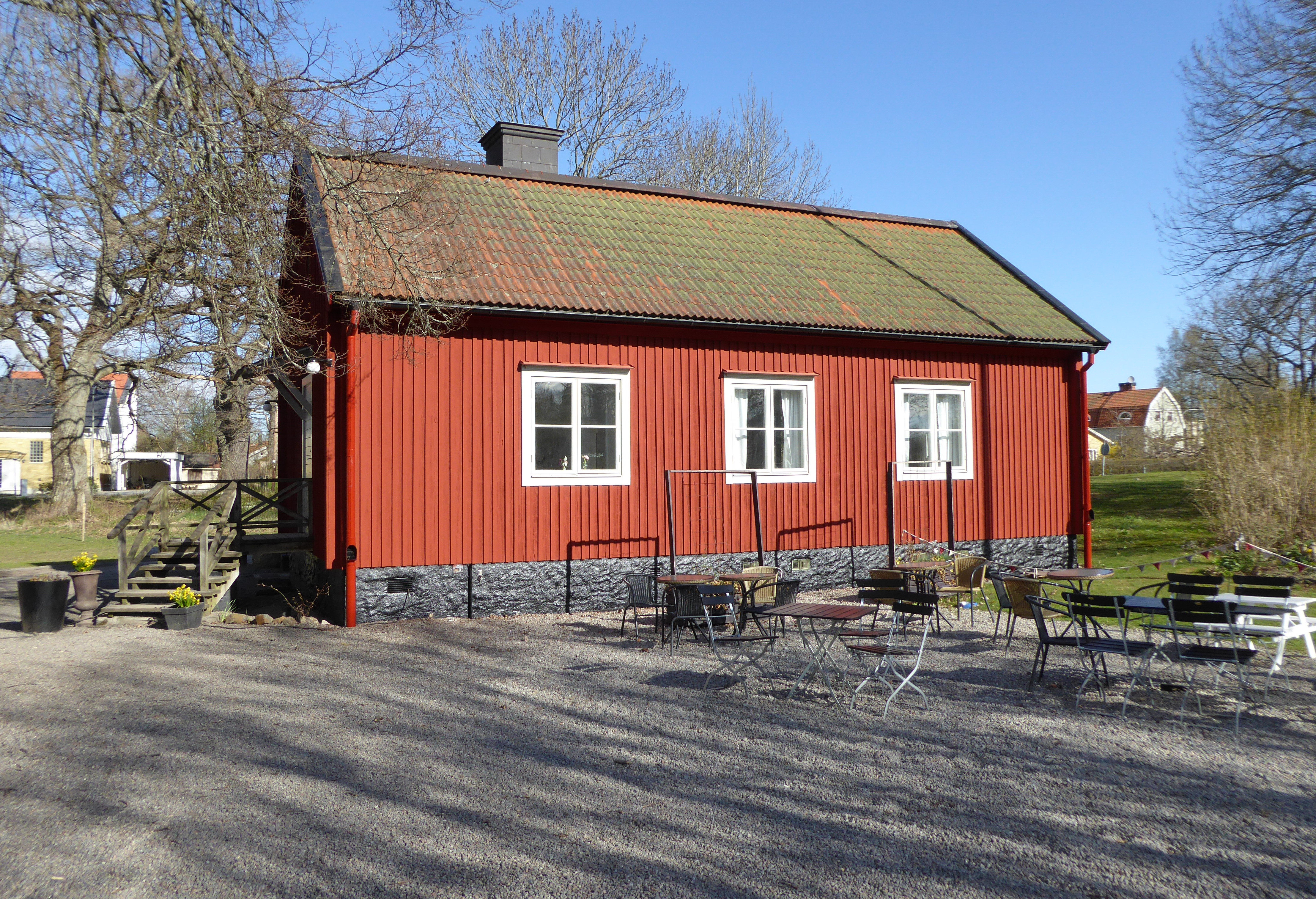
Norra flygeln 2015

- Interiörbilder